# Christian Giudicelli
Christian Giudicelli (27. června 1942, Nîmes, Francie – 14. května 2022, Paríž) byl francouzský spisovatel a literární kritik.

## Životopis
Byl literárním kritikem časopisů Cahiers des saisons, Comabat, La Nouvelle Revue Française a La Quinzaine littéraire. Od roku 1967 byl také v programu France Culture (RF).
Roku 1993 byl jmenován do poroty Renaudotovy ceny.
úspěchy
- 1981 Prix Valery Larbaud za Une affaire de famille
- 1986 Renaudotova cena za Station balnéaire[2]

## Dílo
- Une leçon particulière, 1968
- Une poignée de sable, 1971
- Mémoire d'un traducteur, 1974
- Les Insulaires, 1976
- La Reine de la nuit, drama, 1977
- Le Chant du bouc, drama, 1981
- Une affaire de famille, 1981
- Le Point de fuite, 1984
- Première Jeunesse, drama, 1987
- Station balnéaire, 1988
- Double express, 1990
- Quartier d'Italie, 1993
- Les Lunatiques, drama, 1993
- Jacques Noël 1993
- Celui qui s'en va, 1996
- Fragments tunisiens, 1998
- Bon Baisers du Lavandou, Becasouille, drama, 2000
- Parloir, 2002
- Karamel, drama, 2003
- Après toi, 2004
- Les Passants, 2007
- Claude Verdier, peintre, 2007
- Square de la Couronne, 2010
- Tunisie, saison nouvelle, 2012
- Tour de piste, 2012
- La planète Nemausa, 2016